# فلاش (تصوير)

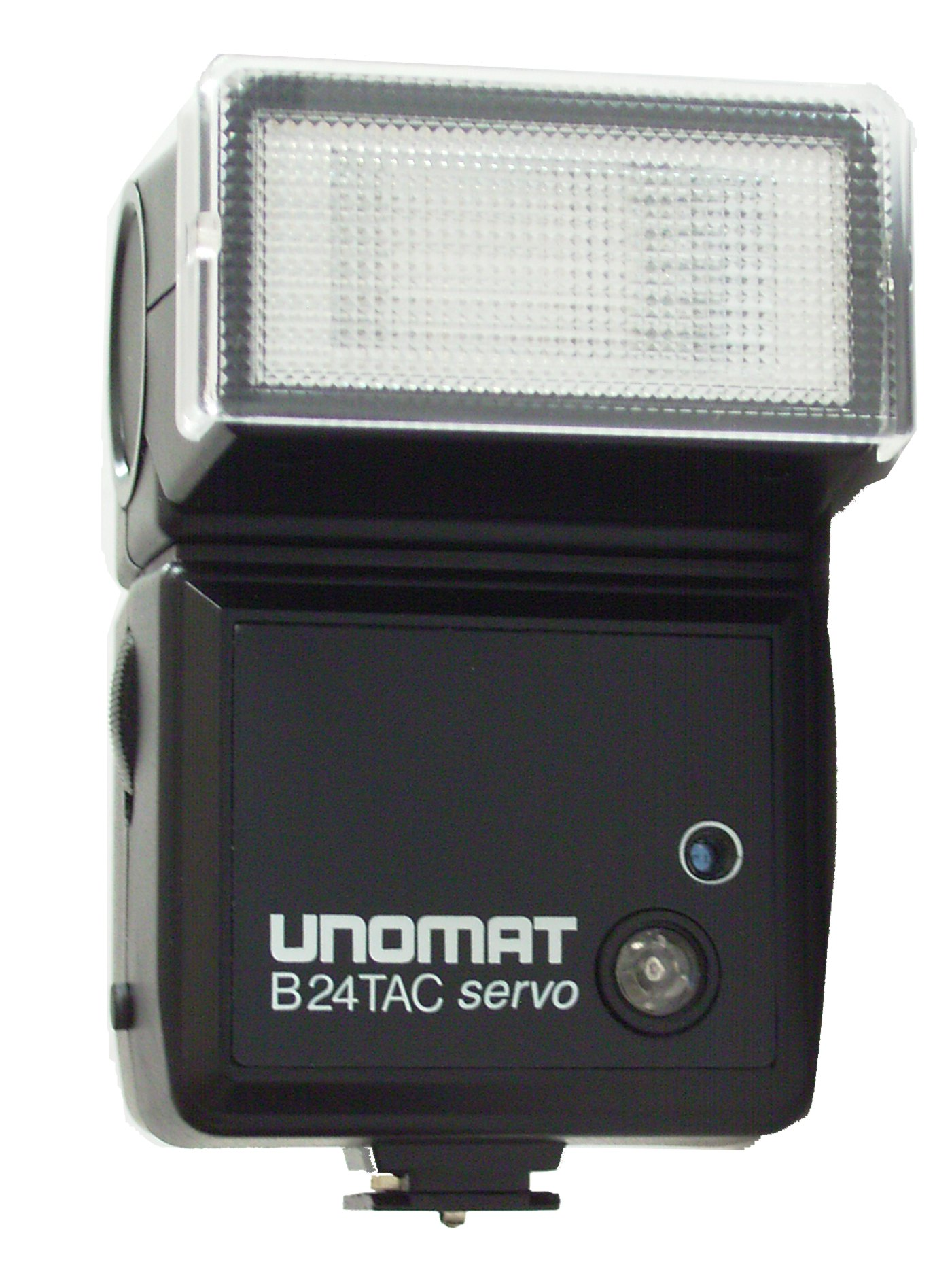
فلاش إلكتروني

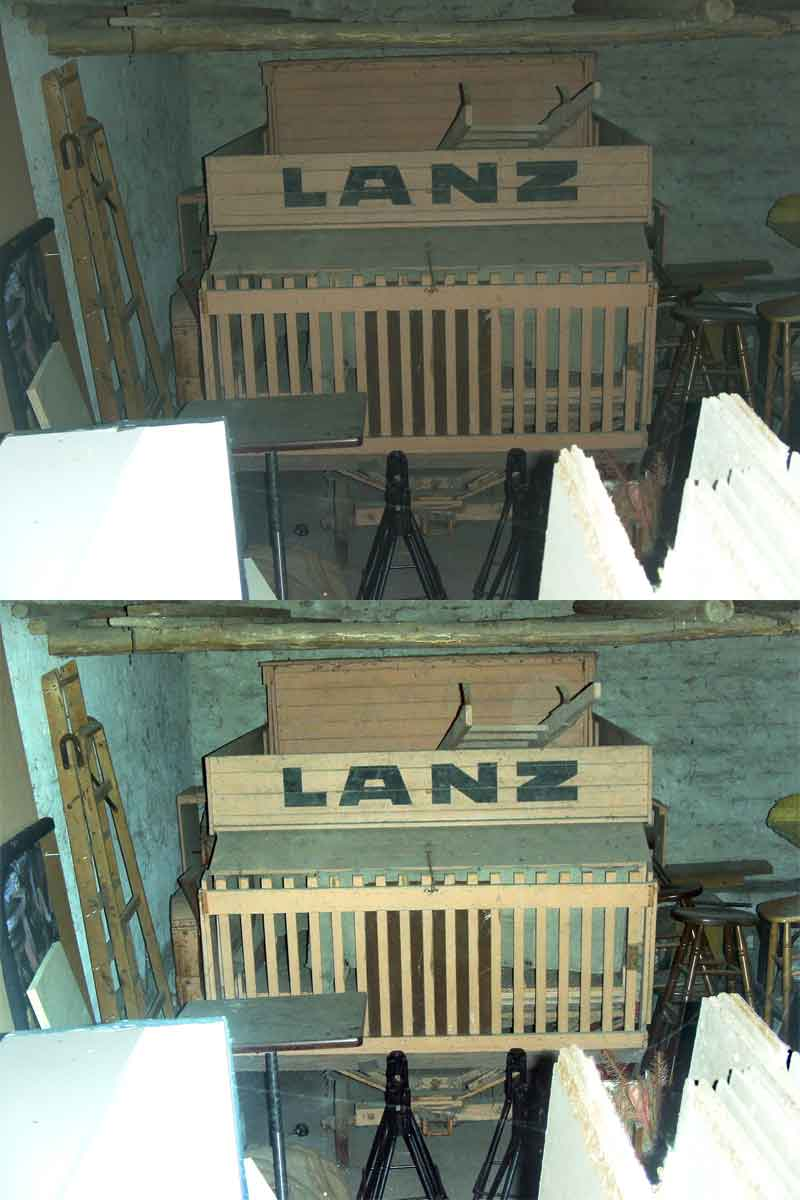
صورة تظهر فلاش مع فلاش ضعف
وتظهر الصورة أدناه صورة فلاش مع فلاش

الفلاش (بالإنجليزية: Flash)‏ هو أداة تستعمل في التصوير وهو يطلق وميض اصطناعي فوري ليساعد في إضاءة المنظر، ومصطلح الفلاش يمكن أن يشير إلى ضوء الفلاش نفسه أو إلى مصباح الفلاش الذي ينبعث منه الضوء.

## الفلاش الإلكتروني
الفلاش الإلكتروني هو النوع الموجود اليوم في معظم الكاميرات، وهو عبارة عن أنبوب مملوء بغاز الزينون، حيث يصل له كهرباء بفولت عالي لكي يولد قوس كهربي (زمنه القياسي 1/1000 من الثانية) ويوجد عده أنواع من الفلاش الإلكتروني وهي :
- فلاش داخلي: وهو الذي يكون مركب في الكاميرا ومعظمها يعتبر محدود المجال، الذي هو عادة من حوالي 0.5 متر إلى مترين. وتجدر الإشارة إلى أن استخدام الفلاش يؤدي إلى استهلاك أسرع لبطارية الكامير.
- فلاش خارجي: وهو يكون منفصل عن الكاميرا ويمكن أن يركب فيها بمنفذ (يسمى بفردة الحذاء الساخنة hotshoe) وهو يكون في الكاميرات الأكثر تطورا، ويعتبر الفلاش الخارجي أفضل من الفلاش الداخلي في حالات معينة، نظراً لأنه يغطي بضوئه مسافات أطول بكثير، ويتحكم باتجاه ضوء الفلاش.
- فلاش آلي: وهو يقوم بإطلاق ضوء الفلاش عند الحاجة إلى ضوء إضافي فقط. وتتحدد هذه الحاجة من قبل حساس الضوء الموجود ضمن الكاميرا أوتوماتيكيا، والذي يقوم بقراءة موضوع التصوير. وعندما تكون البيئة الخارجية ذات إنارة كافية، فإن الفلاش لا يطلق ضوءه. وتجدر الإشارة إلى أن الفلاش لا يمكنه أن يتحسس الأوضاع المنارة من الخلف.
- فلاش يدوي: وهو الذي يجب ظبته يدويا قبل التصوير على أساس سرعة الفيلم وفتحة العدسة وموضوع التصوير.لمبات الفلاش القديمة :

هي لمبات معدة لتعطي وميضا واحدا ثم تحترق، وهي عبارة عن كرة زجاجية يوجد بها فتيل صغير من التنجستن محاط بكمية من مادة سريعة الأشتعال وحولها شعيرات من المغنيزيوم في جو من الأكسجين، وعند وصول الكهرباء إلى فتيل التنجستن يتوهج فيشعل المادة سريعة الاشتعال فيشعل الماغنسيوم ويحدث الوميض.